# Střelba v motorestu Kadrnožka
Střelba v motorestu Kadrnožka se odehrála dne 1. června 1980 na území města Bor v části Holostřevy. Třiadvacetiletý uprchlý voják v hodnosti vojína Lubomír Bugár při ní z neznámých důvodů zastřelil 4 osoby. Po spáchání činu policii několik hodin unikal, krátce před dopadením spáchal sebevraždu.

## Motorest
Motorest se nacházel na silnici mezi Plzní a Rozvadovem. Jméno Kadrnožka dostal po hajném Hubertu Kadrnožkovi, který v budově působil v dobách, kdy šlo o hájovnu. Jako motorest budova sloužila od 60. let 20. století. Po střelbě byl opět otevřen. Budovu zachvátil v květnu 1991 požár, po kterém byla opravena. V březnu 1998 za nejasných okolností budova nicméně téměř celá shořela a její ohořelé ostatky byly zničeny. Spekulovalo se přitom o pojistném podvodu, neboť v okolí byla nově postavena dálnice D5, kvůli které se významně snížil počet hostů motorestu. Dnes na místě budovu připomínají jen kusy dlažby v zemi. Na místě bývalého motorestu spáchalo od té doby sebevraždu několik řidičů, někteří z nich mají na místě pomník. Obětem střelby na místě ale pomník nikdy postaven nebyl. Na místě se dnes nachází autobusová zastávka, která název bývalého motorestu nese. V roce 2023 bylo na místě překladiště dřeva.

## Průběh
V brzkých ranních hodinách 1. června 1980 se třiadvacetiletý vojín Lubomír Bugár z nejasných důvodů v kasárnách patřících vojenskému útvaru v Boru vloupal během dozoru do skladu zbraní, přičemž po vypáčení stojanu ukradl jednu ze zbraní (konkrétně samopal vzor 58) spolu s 94 náboji. Na službu nastoupil v ten den kolem jedné hodiny ranní, přičemž ve službě vystřídal jednoho ze svých kolegů a kamarádů Jána Brauera, podle kterého si večer před onou nocí s Bugárem povídali mimo jiné o svých plánech do budoucna. Během konverzace mu měl Bugár také ukázat fotografii jisté dívky „Darinky“. Kolem čtvrté hodiny ranní nicméně z kasáren Bugár uprchnul. V ranních hodinách poté pěšky dorazil k motorestu, na cestě jej kolem 4:45 ráno zahlédl svědek. Průběh samotných vražd není dle dostupných důkazů zcela jednoznačný. Jisté je to, že se Bugár po příchodu na místo dostal v ranních hodinách (zřejmě mezi osmou a devátou hodinou) do budovy motorestu, ve kterém z neobjasněných důvodů zastřelil všechny čtyři jeho zaměstnance nacházející se v budově. Motorest v té době ještě neměl otevřeno (standardně otevíral v 9 hodin ráno), zaměstnanci teprve motorest připravovali na otevření. Je tak možné, že se Bugár při vloupání domníval, že v motorestu ještě v tu chvíli nikdo nebude a přítomnost několika zaměstnanců jej překvapila. Dohromady vystřelil desetkrát, všechny oběti trefil více než jednou. Po spáchání vražd Bugár v budově motorestu nějakou dobu zůstal. Krátce po deváté hodině ranní, kdy měl již mít motorest otevřeno, na místo dorazil pětatřicetiletý vedoucí restaurace Pavel Punčochář. Ten se do budovy nemohl dostat, neboť většina dveří budovy byla zamčena, přestože měly být již odemčeny. Dveře nemohl odemknout ani svým vlastním klíčem, neboť z druhé strany dveří se nacházel klíč v zámku. Po nějaký čas se Punčochář pokoušel do budovy dostat; na dveře opakovaně tloukl, zvonil na zvonek a na okna motorestu házel kamínky. Při házení kamínků na podkrovní okna, ve kterých mohli zaměstnanci přespávat, si všimnul lidské ruky. Zpočátku se tak domníval, že zaměstnanci spali po předchozím večírku či jen během noci požili vysoké množství alkoholu. Poté si nicméně všiml děr v oknech budovy. To jej znepokojilo, a Punčochář tak urychleně nasedl do svého vozu, a jel případ ohlásit na nejbližší služebnu Veřejné bezpečnosti ve nedalekém Boru.
Po opětovném příjezdu na místo s příslušníky Veřejné bezpečnosti si všimnul, že z místa zmizelo jedno z vozidel zaměstnanců, konkrétně zelená Škoda 110 R. Hlavní dveře do budovy již Punčochář odemkl bez potíží. V přízemí restaurace objevili vyšetřovatelé tělo osmadvacetileté servírky Marcely V., v kuchyni tělo sedmadvacetileté kuchařky Anny M. a před kumbálem tělo sedmapadesátileté uklízečky Anny F. V podkroví poté objevili tělo devatenáctiletého brigádníka Aleše C. Ten byl podle některých zdrojů střelen do zad poté, co se pokoušel pachateli uniknout, podle jiných zdrojů byl zastřelen v posteli. Zajímavostí je, že v motorestu zřejmě zůstal jen proto, že mu předešlý den ujel autobus, původně se měl z motorestu vrátit domů ještě předešlého večera. Bugár se poté převlékl a oběti ukradl kalhoty a boty. Na místě rovněž vypil asi třetinu lahve slivovice. Na místě činu byla nalezena řada nábojů ráže 7,62 mm, četné stopy po výstřelech a značné množství krve. Na stole našli příslušníci Veřejné bezpečnosti vojenskou blůzu s hodností svobodníka, vojenský opasek, bajonet, vojenskou čepici a igelitovou vázanku. Těla dvou obětí byla částečně svlečena do naha, žádné stopy po sexuálním násilí ale nalezeny nebyly. Těla obětí Bugár zakryl.
Po nálezu těl a pochopení situace, kdy bylo zřejmé, že pachatelem je s největší pravděpodobností uprchlý voják, zahájila Veřejná bezpečnost rozsáhlou pátrací akci, do které se zapojily desítky policejních hlídek a také armáda. Vzhledem k tomu, že bylo zřejmé, kterým vozidlem pachatel z místa činu uniknul, po něm bezpečnostní složky intenzivně pátraly. Kontrolována byla řada vozidel u výjezdů z přilehlých obcí či u křižovatek. Nad oblastí létal policejní vrtulník a došlo k uzavírce několika silnic. Několik hodin ale nebylo jasné, na kterou stranu se pachatel vydal. Číšník Václav S. pracující v motorestu, který se v něm v době činu nenacházel, uvedl, že vozidlo, kterým pachatel ujížděl, viděl krátce po jedenácté hodině stát u cesty směrem na Mariánské Lázně. Kvůli špatnému počasí a zaroseným sklům ovšem neviděl, kdo v něm sedí. Vozidlo si zapamatoval, protože rozpoznal, že se jedná o auto, které vlastní jeho kolegyně z restaurace. Ta měla tou dobou ale být v práci. Jeden ze zasahujících policistů pak dotyčné vozidlo krátce před čtrnáctou hodinou téhož dne (podle některých zdrojů ale až o den později) zpozoroval v Toužimi v okrese Karlovy Vary. Pokusil se jej zastavit, na jeho výzvy ale řidič nereagoval. Bugár v tu chvíli vozidlo otočil a začal velmi vysokou rychlostí ujíždět směrem na Plzeň. Další policejní hlídka jej poté zahlédla v obci Úněšov, nedaleko plzeňské části Nová Hospoda. Rychlostí přesahující 140 km/h poté vozidlem projel kolem obce Chotíkov. Během průjezdu kolem policejních hlídek na něj příslušníci Veřejné bezpečnosti ozbrojení samopaly opakovaně stříleli. Po chvíli stíhalo Bugárův vůz několik policejních vozidel. Vzhledem k rychlosti, jakou Bugár ujížděl, se jim jej ale nepodařilo dopadnout a chvílemi nad vozidlem ztráceli dohled. Policisté chtěli za každou cenu zabránit Bugárovi vjet do Plzně. Na jejím okraji v části Košutka se jim podařilo přibližně ve 14:30 vozidlo zasáhnout četnou střelbou, přičemž při průstřelu minimálně jedné pneumatiky, na které policisté mířili, vozidlo dostalo v levotočivé zatáčce smyk. Poté se sesunulo do příkopu, kde se převalilo na bok. Velitel zásahu Bugára vyzval, aby se vzdal. Bugár nicméně ve vozidle spáchal sebevraždu, čtyřmi výstřely se ze své zbraně trefil do hlavy. Výstřely zároveň prostřelily strop vozidla. V průběhu policejní honičky na vozidlo bylo vystřeleno celkem 133krát, pouze 13 střel jej nicméně zasáhlo.

## Pachatel
Lubomír Bugár se narodil v únoru 1957 v obci Sklené na území dnešního Slovenska. Svého biologického otce nikdy nepoznal, několik let vyrůstal pouze se svou matkou Růženou a jednou o 12 let mladší nevlastní sestrou. Později vyrůstal také s nevlastním otcem Jánem. Ten měl trpět alkoholismem a Bugárovu matku často fyzicky napadat. Napadat měl také Bugára. Mateřskou a základní školu navštěvoval v nedalekém městě Handlová. Před nástupem na vojenskou službu byl dvakrát odsouzen „za rvačky“.

### Vojenská služba
Na povinnou vojenskou službu nastoupil v dubnu 1980, tedy pouhé dva měsíce před spácháním vraždy. V rámci svého působení během dvou měsíců služby byl bezproblémovým vojákem. Jeho jméno bylo v době činu dokonce umístěno na nástěnce mezi vojíny, kteří jdou svým chováním příkladem ostatním. Neléčil se s žádnými psychickými potížemi a ani na podobné potíže nikdy neupozorňoval. V dopisech, které pravidelně posílal své matce, si stěžoval pouze na nízké příděly jídla. Jeho přímý nadřízený v jednotce René Fojtík o něm uvedl následující: „Bugár byl dost ctižádostivý, byl také vyhodnocen jako nejlepší vojín v přijímači v četě i na rotě. Nikdy si na nic nestěžoval. Podle mého hodnocení to byl vzorný voják, choval se výborně. Byl kamarádský a choval se naprosto normálně.“ Vojín a Bugárův přítel Ján Braurer o Bugárově chování uvedl: „Byl normální povahy, nikdy si na nic nestěžoval, nebyl nijak zatrpklý a bral život tak, jak byl. Hrál často na foukací harmoniku. Jeho chování se divím, protože neměl žádný důvod, aby z vojny utekl. Pokud vím, tak nic neříkal o tom, že by chtěl jít dnešního dne na vycházku.“ Podle dalších výpovědí byl agresivnější ve stavu opilosti. Motiv jeho jednání tak zůstal neobjasněn. Například badatel Slavomír Kozák se nicméně domnívá, že jeho motivací mohla být touha po pomstě svému nevlastnímu otci, kterého měl hluboce nenávidět.

### Pohřeb
Na Bugárově pohřbu na Slovensku byla hojná účast, neboť se v jeho rodné obci proslechlo, že jeho hlavním cílem bylo utéct na Západ. K německým hranicím se nicméně během své cesty nepřiblížil, tato teorie je proto nepravděpodobná.